# Castelanes
Castelanes (oficialmente Santo Estevo de Casteláns) es una parroquia española del municipio de Covelo, perteneciente a la provincia de Pontevedra, en la comunidad autónoma de Galicia.

## Toponimia
El lugar puede aparecer referido como «Castelanes», «Casteláns», «San Esteban de Castelanes» y «Santo Estevo de Casteláns».

## Historia
Hacia mediados del siglo XIX, el lugar, referido por entonces como una feligresía, tenía contabilizada una población de 535 habitantes. Aparece descrito en el sexto volumen del Diccionario geográfico-estadístico-histórico de España y sus posesiones de Ultramar de Pascual Madoz con las siguientes palabras:

CASTELANES (San Esteban): felig. en la prov. de Pontevedra (6 leg.), part. jud. de Cañiza (2), dióc. de Tuy (5), ayunt. de Cobelo (1/2): sit. á la izq. del r. Tea: combátenla principalmente los aires del N. y S.; el clima es templado y las enfermedades comunes calenturas y dolores de costado. Tiene 78 casas repartidas en el l. de su nombre y en los de Costa, Lourido y Pereyras. La igl. parr. dedicada á San Esteban Proto-martir, se halla servida por un cura, cuyo destino es amovible y de nombramiento del arcediano de Cerveira: habrá unos 60 años que la parr. se trasladó de el barrio de Castelanes al de la Costa y punto llamado Campelo, donde habia una ermita denominada Sta. Ana, que fué demolida: existe en el barrio de Lourido una capilla con el nombre de Ntra. Sra. de la Esclavitud. Confina el térm. N. Maceira y Barcia de Mera; E. Sta. Mariana de Cobelo; S. San Felix de Longares; y O. San Mamed de Sabajanes; estendiéndose 1/2 leg. de N. á S. y 1/4 de E. á O. El terreno es de mediana calidad y abunda en fuentes de buenas aguas, cuyo sobrante va á parar al indicado r. Tea, que cruza por el estremo occidental de la felig., y al riach. de San Esteban que pasa hácia el E. y confluye en el anterior. Sus montes. sit. en los parages de Abelleira, Cavezuda y Rañadoiro, se hallan poblados de matorrales, algunos robles y sauces. Los caminos conducen á las felig. comarcanas y se encuentran en mal estado. El correo se recibe por los interesados en Cañiza y Puenteáreas. prod.: trigo, centeno, maiz, vino, lino y otros frutos; se cria ganado vacuno, de cerda y lanar: hay caza y pesca de varias especies. ind. y comercio: ademas de la agricultura y ganaderia, existen distintos molinos harineros; consistiendo las principales especulaciones comerciales en la estraccion de maiz, é importacion de paños, lino y otros frutos de necesidad. pobl.: 90 vec., 358 alm. contr: con su ayunt. (V.)
(Madoz, 1846, p. 90)

En 2022, tenía empadronados 147 habitantes.

## Patrimonio
Hay en la parroquia una iglesia de San Esteban Protomártir.